# Hugues Obry
Hugues Obry (Enghien-les-Bains, 19 de maio de 1973) é um esgrimista francês, campeão olímpico.
Hugues Obry representou seu país nos Jogos Olímpicos de Verão de 2000 e 2004. Conseguiu a medalha de ouro na espada por equipe em 2004.